# Ólafur Jóhann Sigurðsson
Ólafur Jóhann Sigurðsson (født 26. september 1918, død 30. juli 1988) var en islandsk forfatter og digter. Han blev i 1976 tildelt Nordisk Råds Litteraturpris for digtsamlingerne Að laufferjum (1972) og Að brunnum (1974).
Sigurðsson var en af de første islandske socialrealister med sine tidlige skildringer af livet på landet i første halvdel af det 21. århundrede. Hans senere værker var i en mere episk, lyrisk stil og er blevet oversat til omkring 18 sprog.